# 자아심리학
자아심리학 (自我心理学, 독일어: Ich Psychologie)은 안나 프로이트에 의해서 창시된 정신분석의 1학파. 혹은 지그문트 프로이트가 전개한 심리적 구조론에 근거하는 정신분석을 가리킨다.
일반 심리학에서의 자아 심리학과 구별하기 위해서, 특히 정신분석적 자아 심리학이라고 불리기도 한다. 대표적인 연구자로 자아의 방위기제를 정리·분류한 안나 프로이트, 자아의 적응 기능을 중시한 하인츠 할트만, 심리 - 사회적 발달 단계를 가정한 에릭 에릭슨들이 있다.

## 개요
자아 심리학으로는 프로이트의 후기의 사상 '억압되는 것에 주목하라. 우리는 억압하는 것에도 주목하지 않으면 안 된다'라는 말로부터 시작된 자아에 주목하는 정신분석을 가리키고 있다. 이것은 분명하게 프로이트의 의향에 따르는 것이므로, 직계의 정신분석학으로서 자아 심리학은 전개되어 왔다. 실제로 프로이트 자신도 자아 심리학으로 자신이 가고 있는 정신분석을 부르는 일도 있었다.
1930년대부터  40년대에 걸쳐서 전개된 '안나 - 클라인 논쟁'에서 아버지 프로이트가 딸 안나를 지지한 것에서 일반적으로 정통파 정신분석으로 자리 매김되고 있지만, 다만 이 점에 대해서는 프로이트의 정실이 관련되고 있던 것은 아닌가 하는 견해도 있다.
무의식보다 자아에 연구를 옮겨, 자아의 자율성이나 현실 적응이나 기능, 또 방위나 그 사회적 행동에 대한 폭넓은 심리학으로서 전개된다. 자아의 연구에 관해서는 미국의 정신의학에서 배우는 것이 표준적으로 될수록, 자아 심리학은 심리학 일반적으로 비교적 받아 들여졌다.

## 비판
타 학파에게는 오로지 표층적인 해석으로 시종일관한다는 비판에 길게 노출되어 왔다. 이는 본 학파가 주로 의식을 조종하는 자아의 우위성을 강조했기 때문이다. 무의식의 기능을 중시하는 클라인파나, 그 유파를 이어받는 대상 관계론 학파 등과 격렬하게 대립했던 것도 이에 기인하고 있다.
프랑스의 정신 분석가 자크 라캉은 창시자 안나 프로이트에게 '반프로이트주의'라고까지 야유했지만, 이는 라캉이 프로이트 이론의 진가를 일련의 무의식에 대한 고찰에서 찾아낸 것에 의한다.

## 통합
1950년대 후반이 되면, 신경증에의 투약 치료가 가능하게 된 일이나, 대상 관계론에 의한 경계예 치료가 유효했던 일에 의해, 자아 심리학은 그 지위를 꽤 떨어뜨렸다고 한다. 그러나 현대는 오히려 무의식을 중시하는 학설이나, 대상 관계론의 이론과의 통합을 하고 있다. 그 대표예로서는 경계예치료의 오토 칸바그에 의해서 자아 심리학과 대상 관계론이 선구적으로 통합된 것이 유명하다.
본방으로는 1960년대부터 70년대 초두에 들이고, 정신분석학자 오코노기 케이고들에 의해서, 적극적으로 소개가 이루어졌다. 다만 대상 관계론에 비하면 자아 심리학은 프로이트의 정신분석을 거의 답습하고 있기 때문에, 독자적인 면이 적고, 자아 심리학 그 자체보다는 하인츠 할트만이나 에릭 에릭슨의 이론으로서 소개되거나 또 고전적인 정신분석으로서 소개되는 것이 많다. 따라서 자아 심리학이라면 오로지 상기의 정신분석가를 가리키거나 혹은 프로이트의 고전적인 정신분석을 직접 가리키는 말로서 사용되고 있다.

## 관련 인물
- 지그문트 프로이트
- 안나 프로이트
- 하인츠 할트만
- 에릭 에릭슨
- 에디스 제이코브손

## 같이 보기
- 정신분석학
  - 대상 관계론
  - 자기 심리학
- 임상 심리학
- 정신의학